# Torre de televisão de Tasquente
A torre de televisão de Tasquente (Tashkent) foi construída em 1985 na cidade de Tasquente, Uzbequistão. Tem 375 (1230 pés) metros de altura e, até julho de 2019, é a 14.ª torre de estrutura independente mais alta do mundo.